# Panyabungan II
Panyabungan II is een bestuurslaag in het regentschap Mandailing Natal van de provincie Noord-Sumatra, Indonesië. Panyabungan II telt 7195 inwoners (volkstelling 2010).